# Cyclopedia of American Horticulture
Cyclopedia of American Horticulture (abreviado Cycl. Amer. Hort.) es un libro con ilustraciones y descripciones botánicas que fue escrito por el naturalista estadounidense Liberty Hyde Bailey y publicado en Nueva York y Londres en 4 volúmenes en los años 1900-1902, con el nombre de Cyclopedia of American Horticulture: comprising suggestions for cultivation of horticultural plants, descriptions of the species of fruits, vegetables, flowers, and ornamental plants sold in the United States and Canada, together with geographical and biographical sketches / by L. H. Bailey; assisted by Wilhelm Miller and many expert cultivators and botanists; illustrated with over two thousand original engravings. New York, London.

## Publicación
- Volumen n.º 1, 14 Feb 1900;
- Volumen n.º 2, 18 Jul 1900;
- Volumen n.º 3, 23 Apr 1901;
- Volumen n.º 4, 26 Feb 1902